# Kiikala

Wappen der ehemaligen Gemeinde Kiikala

Kiikala [ˈkiːkɑlɑ] ist eine ehemalige Gemeinde im Südwesten Finnlands. Zum Jahresbeginn 2009 wurde sie in die Stadt Salo eingemeindet.
Kiikala liegt im Osten der Landschaft Varsinais-Suomi 30 km nordöstlich der Kernstadt von Salo. Die Staatsstraße 1 von Turku nach Helsinki durchquert den Ort. Nach Turku sind es 85 Kilometer, nach Helsinki 100. Die Gemeinde Kiikala hatte eine Fläche von 245,30 km². Die Natur im ehemaligen Gemeindegebiet ist vielseitig. Im Naturschutzgebiet Hyppärä finden sich Wälder, Oser, Moore und Seen. Dort liegt auch die höchste Erhebung von Varsinais-Suomi, der 164 Meter hohe Särämäki. Außer dem Gemeindezentrum gehörten zur Gemeinde Kiikala die Dörfer Hidoisenpyöli, Hidola, Hirvelä, Kesälä, Kiikala, Komisuo, Kruusila, Kärkelä, Peltola, Pirilä, Rasvala, Rekijoki, Revä, Saari, Satakoski, Silva, Säräjärvi, Vanhakylä und Yltäkylä. Die Einwohnerzahl betrug zuletzt 1.813. Die Gemeinde war einsprachig finnischsprachig.
Bereits 1813 wurde in Kiikala eine Glasfabrik gegründet, um die Quarzsandvorkommen des Gebiets zu verwerten. Heute werden in Kiikala Ziegel und Spachtelmasse hergestellt, daneben gibt es Metallindustrie. Viele Einwohner Kiikalas pendeln zur Arbeit, die meisten ins nahegelegene Salo, viele auch in die Hauptstadt Helsinki. In Kiikala befindet sich ein Flugplatz, der von Segelfliegern und der finnischen Luftwaffe genutzt wird.
Die Gemeinde Kiikala wurde 1892 gegründet. 2009 wurde die Gemeinde zusammen mit Halikko, Kisko, Kuusjoki, Muurla, Perniö, Pertteli, Särkisalo und Suomusjärvi nach Salo eingemeindet.